# Blang (Matangkuli)
Blang is een bestuurslaag in het regentschap Aceh Utara van de provincie Atjeh, Indonesië. Blang telt 1212 inwoners (volkstelling 2010).